# Minneriya
Minneriya és una petita població de Sri Lanka que és famosa per dues coses: el gran Minneriya Wewa, un llac artificial construït pel rei Mahasena i el Parc Nacional de Minneriya que és un lloc ideal per amants dels safaris a causa de la seva abundància d'elefants.
Minneriya és propera al centre turístic i hoteler de Habarana i els llocs de patrimoni de la humanitat d'Anuradhapura, Polonnaruwa i Sigiriya.
L'àrea és seu també del Centre de Formació de la Infanteria així com un centre de formació de la Policia Militar de l'Exèrcit de Sri Lanka. El 6è Regiment d'Artilleria té una base a Minneriya juntament amb una base de la Sri Lanka Air Force (Força Aèria de Sri Lanka) a Hingurakgoda.